# Nemotelus albipes
Nemotelus albipes is een vliegensoort uit de familie van de Stratiomyidae. De wetenschappelijke naam van de soort is voor het eerst geldig gepubliceerd in 1963 door Hanson.